# 中江孝男
中江孝男（日语： Nakae Takao，1913年4月30日—？），日本前男子篮球运动员。

## 生平
毕业于东京大学。他曾代表日本国家队参加了1936年夏季奥林匹克运动会男子篮球比赛，最终队伍获得第九名。

## 家庭
他是日本作家志賀直哉的女婿。